# Eucarcharus
Eucarcharus is een geslacht van Phasmatodea uit de familie Phasmatidae. De wetenschappelijke naam van dit geslacht is voor het eerst geldig gepubliceerd in 1907 door Karl Brunner-von Wattenwyl.

## Soorten
Het geslacht Eucarcharus omvat de volgende soorten:
- Eucarcharus fallax Brunner von Wattenwyl, 1907
- Eucarcharus feruloides (Westwood, 1859)